# 남제주군

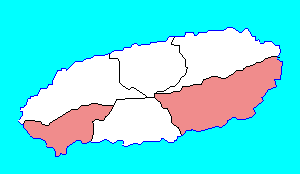
통합 이전의 남제주군

남제주군(南濟州郡)은 대한민국 제주도 남부에 있던 군이었다.

2003년까지 사용된 남제주군의 기
2004년부터 2006년까지 사용된 남제주군의 기

## 역사
- 1946년 8월 1일 전라남도에서 분리되어 제주도(道)가 설치되었다. 제주도(島)는 북제주군, 남제주군으로 분군하였다.[1] (7면)

| 군정법령 제94호 제주도의설치                                           |                      |
| 구 행정구역                                                            | 신 행정구역          |
| 전라남도 제주도 성산면, 남원면, 중문면, 대정면, 표선면, 서귀면, 안덕면 | 제주도 남제주군 일원 |
- 1956년 7월 8일 서귀면을 서귀읍으로, 대정면을 대정읍으로 각각 승격하였다.[2][3] (2읍 5면)
- 1980년 12월 1일 성산면을 성산읍으로, 남원면을 남원읍으로 각각 승격하였다.[4] (4읍 3면)
- 1981년 7월 1일 서귀읍 및 중문면 일원을 관할로 서귀포시가 설치, 분리되었다.[5] 이로 인해 군역이 동서로 갈리었다. (3읍 2면)
- 2004년 7월 1일 대정읍 무릉출장소, 남원읍 위미출장소, 성산읍 신산출장소를 폐지하였다.
- 2006년 7월 1일 제주특별자치도의 출범과 함께 서귀포시와 통합됨으로써 남제주군을 폐지하였다.[6]

| 제주도 조례 제2538호 행정시와읍·면·동및리의명칭과구역에관한조례 |                              |
| 구 행정구역                                                     | 신 행정구역                  |
| 제주도 남제주군                                                 | 제주특별자치도 서귀포시 일부 |

## 같이 보기
- 서귀포시
- 남제주군수
- 남제주군수 선거